# Fleurieux-sur-l'Arbresle
Fleurieux-sur-l'Arbresle är en kommun i departementet Rhône i regionen Auvergne-Rhône-Alpes i östra Frankrike. Kommunen ligger i kantonen L'Arbresle som tillhör arrondissementet Lyon. År 2022 hade Fleurieux-sur-l'Arbresle 2 299 invånare.

## Befolkningsutveckling
Antalet invånare i kommunen Fleurieux-sur-l'Arbresle
| Referens: INSEE |